# بونجاميا
بونجاميا بيناتا Pongamia pinnata أو البونجاميا الريشية هي نوع من الأشجار ينتمي إلى فصيلة البقوليات، وموطنها الأصلي آسيا الشرقية والاستوائية، أستراليا، وجزر المحيط الهادئ. وهي النوع الوحيد في جنس بونجاميا. تُعرف غالبًا بالاسم المرادف ميليتيا بيناتا.

## الوصف
بونجاميا بيناتا هي شجرة بقولية تنمو لتصل إلى ارتفاع حوالي 15-25 مترًا (50-80 قدمًا) وتتميز بمظلة كبيرة تمتد بنفس العرض. قد تكون متساقطة الأوراق لفترات قصيرة. لها جذع مستقيم أو معوج يبلغ قطره 50-80 سم (20-30 بوصة)، مع لحاء بني رمادي، ناعم أو مشقوق بشكل عمودي. خشبها ذو لون أبيض. الأغصان ملساء ولها ندوب باهتة من الأذنات الزائدة. أوراق الشجرة قصيرة السويقات، مستديرة أو إسفينية عند القاعدة، بيضاوية أو مستطيلة على طولها، حادة عند القمة، وغير مسننة على الحواف. تكون أوراقها ناعمة ولامعة بلون برغندي عندما تكون صغيرة، وتنضج لتصبح خضراء داكنة ولامعة مع تقدم الموسم، مع ظهور عروق بارزة على جانبها السفلي.
عادةً ما يبدأ إزهارها بعد 3-4 سنوات، مع تفتح عناقيد صغيرة من الزهور البيضاء والبنفسجية والوردية على مدار العام. تحمل النورات الزهرية الشبيهة بالشمراخ من اثنتين إلى أربع زهور ذات رائحة قوية، وتنمو ليصل طولها إلى 15-18 مم (0.59-0.71 بوصة). يكون كأس الزهرة على شكل جرس مقطوع، بينما يتخذ التويج شكلاً بيضاوياً دائرياً مع زوائد قاعدية وغالبًا ما يحتوي على بقعة مركزية بلون أخضر.
يتم حصاد القرون المتفتحة بعد 4-6 سنوات. حيث تظهر قرون البذور البنية مباشرة بعد الإزهار وتنضج في غضون 10 إلى 11 شهرًا. تكون القرون سميكة الجدران، ناعمة، مسطحة إلى حد ما وبيضاوية الشكل، ولكنها منحنية قليلاً. تحتوي القرون على بذرة أو بذرتين بنيتين مائلتين إلى الحمرة تشبهان الفاصوليا، ولكن بما أنها لا تنفتح بشكل طبيعي، يجب أن تتحلل القرون قبل أن تتمكن البذور من الإنبات. يبلغ طول البذور حوالي 1.5-2.5 سم (0.59-0.98 بوصة) ولها قشرة هشة وزيتية، وهي غير مستساغة للحيوانات العاشبة في شكلها الطبيعي.
بونجاميا بيناتا هي شجرة بقولية متزاوجة خارجياً، بعدد كروموسومات ثنائية الصيغة الصبغية يبلغ 22. العقد الجذرية الخاصة بها من النوع المحدد (كما في فول الصويا والفاصوليا الشائعة) وتتكون بواسطة البكتيريا المجتذرة.
- في أواهو، هاواي
- الإزهار
- حبوب اللقاح
- فاكهة
- أوراق مع عفصات
- القرون، شاطئ ريمبيك، جانجا، لومبوك جانجا، شمال لومبوك

## النطاق والموطن
ينتشر النوع بشكل طبيعي في آسيا الاستوائية والمعتدلة، من الهند إلى اليابان حتى تايلاند وماليزيا وشمال وشمال شرق أستراليا إلى بعض جزر المحيط الهادي. وقد تكاثر وتم توزيعه لاحقًا حول العالم في بيئات رطبة وشبه استوائية من مستوى سطح البحر وحتى 1360 متراً (تشينغولا، زامبيا). على الرغم من أنه لم يتم العثور عليه فوق ارتفاع 600 متراً في سفوح جبال الهمالايا. يتحمل الشجر درجات حرارة منخفضة قليلاً تحت الصفر (0 درجة مئوية) وحتى حوالي 50 درجة مئوية (122 درجة فهرنهايت)، وهطول سنوي من 500 إلى 2500 ملم (20-98 بوصة). ينمو الشجر بشكل بري على التربة الرملية والصخرية، بما في ذلك الصخور الكلسية الرملية، ويستطيع أن ينمو في معظم أنواع التربة، حتى مع انغمار جذوره في المياه مالحة.
الشجرة متوافقة تمامًا مع ظروف الحرارة الشديدة وأشعة الشمس، كما تؤدي شبكتها الكثيفة من الجذور الجانبية وجذرها الوتدي السميك والطويل إلى جعلها قادرة على تحمل الجفاف. الظل الكثيف الذي توفره يبطئ تبخر المياه السطحية، وعقدها الجذرية تعزز تثبيت النيتروجين، وهي عملية تكافلية تحول النيتروجين الغازي (N2) من الهواء إلى أمونيوم (NH4+، شكل من أشكال النيتروجين المتاحة للنبات). بونجاميا بيناتا هي أيضًا نوع من الأنواع التي تتواجد في غابات المستنقعات، حيث يمكنها البقاء على قيد الحياة تحت الماء تمامًا لبضعة أشهر متواصلة. وهي من الأنواع الشائعة في غابات المستنقعات في بحيرة تونلي ساب في كمبوديا.
تنتشر بونجاميا بيناتا الآن بشكل واسع في جميع أنحاء الهند وآسيا وأفريقيا وشمال أستراليا وجزر المحيط الهادئ والكاريبي، وقد زرعت ونُقلت منذ القرن التاسع عشر أو من قبل ذلك. ونتيجة لذلك، تصرح بعض المراجع بأن بونجاميا بيناتا قد استوطنت في أفريقيا وبعض أجزاء من الولايات المتحدة، بينما لا يزال وضعها كمستوطنة أو كنوع أصيل غير مؤكدة في مناطق أخرى من العالم.

## التصنيف العلمي
تم وصف النوع لأول مرة باسم Cytisus pinnatus من قبل كارلوس لينيوس في عام 1753. في عام 1898، أعاد جان بابتيست لويس بيير تصنيفه كـ Pongamia pinnata. في عام 1984 استنتج روبرت جيسينك أن أنواع البونجاميا و الميليتية يمكن الخلط بينها بسهولة، فقام بتجميع أنواع Pongamia في جنس Millettia. كشفت الدراسات التالية أن Millettia pinnata كانت شبه عرق من حيث التطور ضمن جنس Millettia، وتم إعادة تصنيف النوع باسم Pongamia pinnata، النوع الوحيد في جنس Pongamia.

## الاستخدامات
تتكيف بونجاميا بيناتا تمامًا مع المناطق القاحلة، ولها العديد من الاستخدامات التقليدية. غالبًا ما تستخدم في البساتين كمصدات للرياح أو للظل بفضل مظلتها الكبيرة وزهورها العطرة الجذابة. تستخدم زهورها أيضاً من قبل البستانيين كسماد عضوي للنباتات. يمكن استخدام اللحاء في صنع الحبال، كما ينتج أيضًا علكة سوداء استخدمت تاريخيًا لعلاج الجروح الناتجة عن الأسماك السامة. يحمل خشبها قيمة جمالية، لكنه ينقسم بسهولة عند القطع، مما جعل استخداماته محدودة في الأعمدة ومقابض الأدوات أو كحطب. جذر الشجرة العميق ومقاومته للجفاف جعل البونجاميا شجرة مثالية للسيطرة على تعرية التربة وربط الكثبان الرملية.
بشكل عام، تحتوي بذور بونجاميا بيناتا على زيت (27-39%)، بروتين (17-37%)، نشاء (6-7%)، ألياف خام (5-7%)، رطوبة (15-20%) ونسبة الرماد (2-3%). نصف الزيت في بذور بونجاميا بيناتا تقريباً هو عبارة عن حمض الأولييك. يُستخدم الزيت المستخرج من البذور، المعروف باسم زيت البونجاميا، كزيت للمصابيح، وفي صناعة الصابون، وكمزلق. يحتوي الزيت على نسبة عالية من ثلاثي الجليسريد. ويعود طعمه ورائحته الكريهة إلى المكونات المرة من الفلافونويد، منها الكارانجين، والبونجامول، والتانين، وكارانجاكرومين. تسبب هذه المركبات الحيوية الغثيان والقيء عند استهلاكها بشكلها الطبيعي. تستخدم الثمار والبراعم والبذور في الطب التقليدي. كتب رمفيوس أن لحاء المالاباري يمكن استخدامه لتحييد سم السلور المرجاني. كما أن شعب سيرام تيمور وجزر باندا ينقعونه مع الثوم، والماسويا (Cryptocarya massoy) والبرسيم لعلاج البريبري. بينما يستخدم أهالي جراجان، بانيووانجي، اللحاء لعلاج الجرب. يمكن زراعة البونجاميا في برك حصاد مياه الأمطار بعمق يصل إلى 6 أمتار (20 قدمًا) دون فقدان خضرته وبقاءه مفيدًا لإنتاج الديزل الحيوي.
درس ديغاني وآخرون تطبيقات بونجاميا بيناتا. أظهرت الدراسات أن شتلات البونجاميا بيناتا تتحمل الأملاح بمستويات تتراوح بين 12 و 19 dS/m، مع قدرة على تحمل إجهادات ملوحة تصل إلى 32.5 dS/m. لذلك، يمكن ري بونجاميا بيناتا باستخدام الماء المالح (>4.7 dS/m) وفي التربة المالحة نسبياً (>4 dS/m).

### الأبحاث

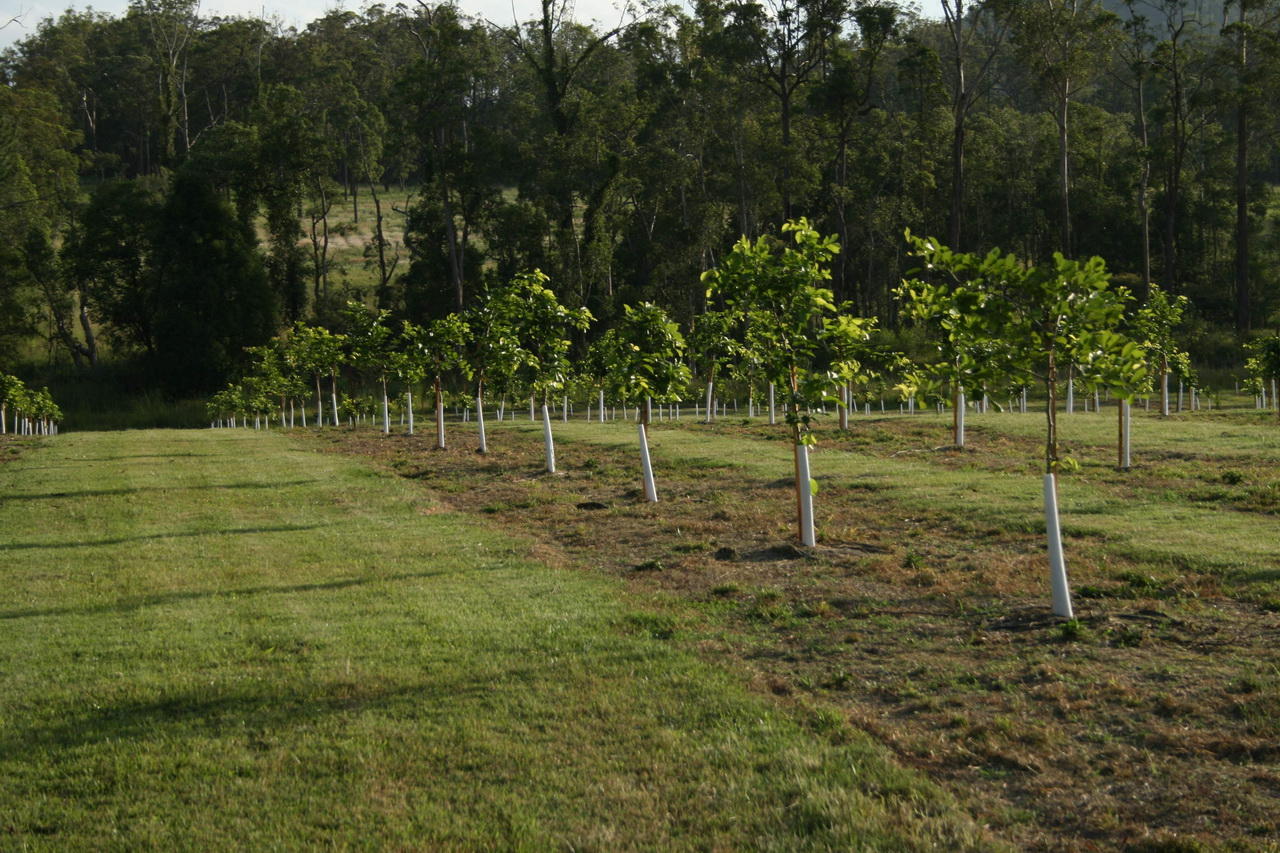
مزرعة تجريبية للطاقة المتجددة في كابولتشور، كوينزلاند

وجد أن زيت بذور البونجاميا مفيد في مولدات الديزل، حيث تتم دراسته في مئات المشاريع في الهند وجميع أنحاء العالم الثالث كمادة خام للديزل الحيوي إلى جانب زيتي اليطروفة والخروع. تعد بونجاميا بيناتا كوقود حيوي قيمة تجاريًا لسكان الريف في أماكن مثل الهند وبنغلاديش، حيث تنمو النباتات بكثرة، لأنها توفر دعماً للتنمية الاقتصادية والاجتماعية في هذه المناطق.
عدة قرى غير موصولة بالكهرباء استخدمت زيت بونجاميا، وتقنيات معالجة بسيطة، ومولدات الديزل لإنشاء أنظمة شبكية خاصة بها لتشغيل مضخات المياه والإضاءة الكهربائية.
تشير الأبحاث إلى إمكانية استخدام بونجاميا بيناتا كمصدر غذائي للماشية والأغنام والدواجن، حيث يحتوي منتجها الثانوي على ما يصل إلى 30٪ من البروتين. ووجد تقرير أُنجز وتم تمويله من قبل Deutsche Gesellschaft für Internationale Zusammenarbeit (GIZ) GmbH أن المنتج الثانوي الغني بالبروتين يمكن أن يكون خاليًا من المركبات شبه القلوية وبالتالي يمثل مصدرًا غذائيًا من البروتين للبشر.